# Renate Sluijs
Renate Sluijs (Noordwijk, 22 settembre 1965) è un'ex cestista olandese.

## Carriera
Con i Paesi Bassi ha disputato i Campionati europei del 1985.